# Waldemar Tumel
Waldemar Tumel (ur. 3 listopada 1946, zm. 2 listopada 2017 r. w Białymstoku) – polski inżynier, wykładowca akademicki i autor publikacji z zakresu ogrzewnictwa.
Absolwent Politechniki Warszawskiej. Był jednym z inicjatorów i filarów rozwoju kierunku inżynieria środowiska na Politechnice Białostockiej, gdzie przez ponad trzy dekady prowadził zajęcia dydaktyczne z ogrzewnictwa. Pod jego kierunkiem powstało wiele prac dyplomowych, a jego wychowankowie podjęli pracę w firmach projektowych i wykonawczych branży instalacyjnej.
Zawodowo przez wiele lat związany był z Biurem Projektów Inwestprojekt, a następnie z PPIOI Ciepłoprojekt, gdzie pełnił funkcję dyrektora.
Autor podręczników Ogrzewnictwo 1 i Ogrzewnictwo 2.